# Liste von Terroranschlägen im Jahr 2023
Die Liste von Terroranschlägen im Jahr 2023 enthält eine Auswahl von Terroranschlägen, die sich im Jahr 2023 ereigneten. Attentate werden gesondert in der Liste bekannter Attentate behandelt. Die Liste von Sprengstoffanschlägen beinhaltet auch nichtterroristische Anschläge. Die Liste von Flugzeugentführungen enthält eine Liste mit meist terroristischem Hintergrund.

## Erläuterung
In der Spalte Politische Ausrichtung ist die politische bzw. weltanschauliche Einordnung der Täter angegeben: faschistisch, rassistisch, nationalistisch, nationalsozialistisch, sozialistisch, kommunistisch, antiimperialistisch, islamistisch (schiitisch, sunnitisch, deobandisch, salafistisch, wahhabitisch), hinduistisch. Bei vorrangig auf staatliche Unabhängigkeit oder Autonomie zielender Ausrichtung ist autonomistisch vorangestellt, gefolgt von der Region oder der Volksgruppe und ggf. weiteren Merkmalen der Täter: armenisch, irisch (katholisch), kurdisch, tirolisch, tschetschenisch, dagestanisch, punjabisch (sikhistisch), palästinensisch, paschtunisch.
- Wenn die Zahl der Opfer 20 oder mehr beträgt, wird sie fett dargestellt. Wenn die Zahl der Opfer 50 oder mehr beträgt, wird sie außerdem unterstrichen.
- Die Zahl bei den Anschlägen getöteter/verletzter Täter ist in Klammern ( ) gesetzt.

## Januar
| Datum/Beginn    | Betroffenes Land             | Stadt/Ort         | Artikel/Quellenangabe      | Täter           | Politische Ausrichtung     | Mittel                                           | Ziel                                | Tote     | Verletzte | Hintergrund                           |
| --------------- | ---------------------------- | ----------------- | -------------------------- | --------------- | -------------------------- | ------------------------------------------------ | ----------------------------------- | -------- | --------- | ------------------------------------- |
| 03. Januar 2023 | Burkina Faso                 | Nouna             | [ 1 ]                      | vermutlich VDP  |                            | Schusswaffen                                     | Zivilisten                          | 28       | 0         | Aufstand im Maghreb seit 2002         |
| 04. Januar 2023 | Somalia                      | Hiiraan           | [ 2 ]                      | al-Shabaab      | wahhabitisch, islamistisch | 2 Autobomben                                     | Regierungsbeamte, Markt, Zivilisten | 35       |           | Somalischer Bürgerkrieg               |
| 06. Januar 2023 | Somalia                      | Shabeellaha Dhexe | [ 3 ]                      | al-Shabaab      | wahhabitisch, islamistisch | Selbstmordattentäter mit Autobombe, Schusswaffen | Militärstützpunkt                   | 20       |           | Somalischer Bürgerkrieg               |
| 11. Januar 2023 | Afghanistan                  | Kabul             | [ 4 ] [ 5 ]                | IS              | salafistisch, wahhabitisch | Selbstmordattentäter                             | Außenministerium                    | 20 (+1)  | 40        | Krieg in Afghanistan                  |
| 14. Januar 2023 | Somalia                      | Buulobarde        | [ 6 ]                      | al-Shabaab      | wahhabitisch, islamistisch | Selbstmordattentäter mit Autobombe               | Polizeistation                      | 11 (+1)  | 50+       | Somalischer Bürgerkrieg               |
| 15. Januar 2023 | Demokratische Republik Kongo | Nord-Kivu         | [ 7 ] [ 8 ]                | ADF             | islamistisch               | Sprengstoff                                      | Kirche                              | 17       | 39        | ADF-Konflikt                          |
| 17. Januar 2023 | Somalia                      |                   | [ 9 ]                      | al-Shabaab      | wahhabitisch, islamistisch | Selbstmordattentäter                             | Militärstützpunkt                   | 35       |           | Somalischer Bürgerkrieg               |
| 20. Januar 2023 | Somalia                      | Galguduud         | [ 9 ]                      | al-Shabaab      | wahhabitisch, islamistisch | Selbstmordattentäter und Schusswaffen            | Militärstützpunkt                   | 7 (+100) |           | Somalischer Bürgerkrieg               |
| 23. Januar 2023 | Demokratische Republik Kongo | Nord-Kivu         | [ 10 ]                     | ADF             | islamistisch               |                                                  | Dorf, Bar, Zivilisten               | 23       |           | ADF-Konflikt                          |
| 27. Januar 2023 | Israel                       | Ostjerusalem      | [ 11 ] [ 12 ]              | Khairi Alqam    |                            | Schusswaffe                                      | Passanten in Neve Yaakov            | 7 (+ 1)  |           | Israelisch-Palästinensischer Konflikt |
| 30. Januar 2023 | Pakistan                     | Peschawar         | Anschlag in Peschawar 2023 | Jamaat-ul-Ahrar | islamistisch               | Selbstmordattentäter                             | Moschee, Polizisten, Zivilisten     | 83 (+1)  | 220+      | Konflikt in Nordwest-Pakistan         |

## Februar
| Datum/Beginn     | Betroffenes Land | Stadt/Ort      | Artikel/Quellenangabe | Täter      | Politische Ausrichtung     | Mittel               | Ziel                      | Tote      | Verletzte | Hintergrund                             |
| ---------------- | ---------------- | -------------- | --------------------- | ---------- | -------------------------- | -------------------- | ------------------------- | --------- | --------- | --------------------------------------- |
| 11. Februar 2023 | Pakistan         | Nordwasiristan | [ 15 ]                |            |                            | Selbstmordattentäter | Militärfahrzeug, Soldaten | 3 (+1)    | 20        | Konflikt in Nordwest-Pakistan           |
| 17. Februar 2023 | Syrien           | nahe as-Suchna | [ 16 ]                | IS         | salafistisch, wahhabitisch |                      | Zivilisten, Soldaten      | 68        |           | Bürgerkrieg in Syrien seit 2011         |
| 17. Februar 2023 | Burkina Faso     | Oudalan        | [ 17 ]                | Islamisten | islamistisch               |                      | Militärkonvoi             | 51 (+160) | 3         | Islamistischer Aufstand in Burkina Faso |

## März
| Datum/Beginn  | Betroffenes Land             | Stadt/Ort | Artikel/Quellenangabe | Täter      | Politische Ausrichtung     | Mittel   | Ziel | Tote | Verletzte | Hintergrund                 |
| ------------- | ---------------------------- | --------- | --------------------- | ---------- | -------------------------- | -------- | ---- | ---- | --------- | --------------------------- |
| 08. März 2023 | Demokratische Republik Kongo | Nord-Kivu | [ 18 ]                | ADF        | islamistisch               | Macheten | Dorf | 40   |           | ADF-Konflikt                |
| 09. März 2023 | Nigeria                      | Dikwa     | [ 19 ]                | Boko Haram | wahhabitisch, islamistisch |          | Dorf | 25   |           | Scharia-Konflikt in Nigeria |

## April
| Datum/Beginn   | Betroffenes Land             | Stadt/Ort        | Artikel/Quellenangabe             | Täter         | Politische Ausrichtung                            | Mittel                   | Ziel                        | Tote     | Verletzte | Hintergrund                              |
| -------------- | ---------------------------- | ---------------- | --------------------------------- | ------------- | ------------------------------------------------- | ------------------------ | --------------------------- | -------- | --------- | ---------------------------------------- |
| 02. April 2023 | Russland                     | Sankt Petersburg | Anschlag in Sankt Petersburg 2023 | NRA           | anti-putinistisch, republikanisch, anti-autoritär | Sprengfalle              | Wladlen Tatarski            | 1        | 42        | Russischer Überfall auf die Ukraine 2022 |
| 06. April 2023 | Burkina Faso                 | Sahel            | [ 21 ]                            |               |                                                   |                          | Dörfer                      | 44       |           | Islamistischer Aufstand in Burkina Faso  |
| 07. April 2023 | Demokratische Republik Kongo | Nord-Kivu        | [ 22 ]                            | ADF           | islamistisch                                      | Macheten                 | Dorf                        | 20       |           | ADF-Konflikt                             |
| 14. April 2023 | Demokratische Republik Kongo | Ituri (Provinz)  | [ 23 ]                            | CODECO        | christlich-animistisch                            | Brandstiftung            | Dorf                        | 30       |           | Ituri-Konflikt                           |
| 16. April 2023 | Burkina Faso                 | Yatenga          | [ 24 ]                            |               |                                                   |                          | Soldaten, VDP-Milizionäre   | 40       | 33        | Islamistischer Aufstand in Burkina Faso  |
| 16. April 2023 | Syrien                       | Hama             | [ 25 ]                            | vermutlich IS | salafistisch, wahhabitisch                        | Schusswaffen, Entführung | Trüffelsucher, Hirten       | 41       |           | Bürgerkrieg in Syrien seit 2011          |
| 18. April 2023 | Deutschland                  | Duisburg         | [25-1] [25-2]                     | Vermutlich IS | islamistisch                                      | Messer                   | Zivilisten                  | 1        | 4         |                                          |
| 22. April 2023 | Mali                         | Sévaré           | [ 26 ]                            |               |                                                   | 3 Selbstmordattentäter   | Zivilisten                  | 9 (+3)   | 60        | Konflikt in Nordmali (seit 2012)         |
| 27. April 2023 | Burkina Faso                 | Est              | [ 27 ]                            |               |                                                   |                          | Militärstützpunkt, Soldaten | 33 (+40) | 12        | Islamistischer Aufstand in Burkina Faso  |

## Mai
| Datum/Beginn | Betroffenes Land | Stadt/Ort         | Artikel/Quellenangabe | Täter | Politische Ausrichtung | Mittel                      | Ziel         | Tote | Verletzte | Hintergrund                             |
| ------------ | ---------------- | ----------------- | --------------------- | ----- | ---------------------- | --------------------------- | ------------ | ---- | --------- | --------------------------------------- |
| 11. Mai 2023 | Burkina Faso     | Boucle du Mouhoun | [ 28 ]                |       |                        | Brandstiftung               | Gemüsebauern | 33   | 3         | Islamistischer Aufstand in Burkina Faso |
| 16. Mai 2023 | Nigeria          | Plateau           | [ 29 ]                |       |                        | Schusswaffen, Brandstiftung | Dörfer       | 125  |           | Hirten-Bauern-Konflikte in Nigeria      |

## Juni
| Datum/Beginn  | Betroffenes Land             | Stadt/Ort       | Artikel/Quellenangabe | Täter          | Politische Ausrichtung | Mittel                              | Ziel                             | Tote | Verletzte | Hintergrund          |
| ------------- | ---------------------------- | --------------- | --------------------- | -------------- | ---------------------- | ----------------------------------- | -------------------------------- | ---- | --------- | -------------------- |
| 03. Juni 2023 | Afghanistan                  | Sar-i Pul       | [ 30 ]                |                |                        | Gift                                | Grundschulen, Schülerinnen       | 0    | 77        | Krieg in Afghanistan |
| 08. Juni 2023 | Afghanistan                  | Faizabad        | [ 31 ]                |                |                        | Sprengstoff                         | Beerdigung                       | 11   | 30        | Krieg in Afghanistan |
| 12. Juni 2023 | Demokratische Republik Kongo | Ituri (Provinz) | [ 32 ]                | CODECO         | christlich-animistisch | Schusswaffen, Messer, Brandstiftung | Flüchtlingslager                 | 46   |           | Ituri-Konflikt       |
| 12. Juni 2023 | Uganda                       | Mpondwe         | [ 33 ]                | vermutlich ADF | islamistisch           | Stichwaffen, Brandstiftung          | Schule                           | 41   | 8         | ADF-Konflikt         |
| 28. Juni 2023 | Kanada                       | Waterloo        | [ 34 ]                |                | LGBT-feindlich         | Stichwaffe                          | Universität, Gender-Studies-Raum | 0    | 3         |                      |

## Juli
| Datum/Beginn  | Betroffenes Land | Stadt/Ort    | Artikel/Quellenangabe | Täter      | Politische Ausrichtung     | Mittel               | Ziel                     | Tote     | Verletzte | Hintergrund                     |
| ------------- | ---------------- | ------------ | --------------------- | ---------- | -------------------------- | -------------------- | ------------------------ | -------- | --------- | ------------------------------- |
| 24. Juli 2023 | Somalia          | Mogadischu   | [ 35 ] [ 36 ]         | al-Shabaab | wahhabitisch, islamistisch | Selbstmordattentäter | Militärakademie          | ~25 (+1) | ~60       | Somalischer Bürgerkrieg         |
| 27. Juli 2023 | Syrien           | Rif Dimaschq | [ 37 ]                |            |                            | Autobombe            | Schrein Zainab bint Alis | 6        | 20        | Bürgerkrieg in Syrien seit 2011 |
| 30. Juli 2023 | Pakistan         | Khar         | Anschlag in Khar 2023 | IS         | salafistisch, wahhabitisch | Selbstmordattentäter | Kundgebung               | 56 (+1)  | 200       | Konflikt in Nordwest-Pakistan   |
| 30. Juli 2023 | Ägypten          | al-Arisch    | [ 39 ]                |            |                            | Schusswaffen         | Polizeihauptquartier     | 4        | 21        | Sinai-Aufstand                  |

## August
| Datum/Beginn    | Betroffenes Land | Stadt/Ort    | Artikel/Quellenangabe | Täter                             | Politische Ausrichtung           | Mittel                   | Ziel            | Tote   | Verletzte | Hintergrund                     |
| --------------- | ---------------- | ------------ | --------------------- | --------------------------------- | -------------------------------- | ------------------------ | --------------- | ------ | --------- | ------------------------------- |
| 10. August 2023 | Syrien           | Deir ez-Zor  | [ 40 ]                | IS                                | salafistisch, wahhabitisch       | Schusswaffen             | Militärfahrzeug | 26     | 10        | Bürgerkrieg in Syrien seit 2011 |
| 26. August 2023 | USA              | Jacksonville | [ 41 ]                | Ryan Palmeter (White Supremacist) | rechtsextremistisch, rassistisch | halbautomatisches Gewehr | Migranten       | 3 (+1) | 0         |                                 |

## September
| Datum/Beginn       | Betroffenes Land | Stadt/Ort  | Artikel/Quellenangabe | Täter      | Politische Ausrichtung | Mittel               | Ziel                      | Tote    | Verletzte | Hintergrund                      |
| ------------------ | ---------------- | ---------- | --------------------- | ---------- | ---------------------- | -------------------- | ------------------------- | ------- | --------- | -------------------------------- |
| 07. September 2023 | Mali             | Gao        | [ 42 ]                | Islamisten | islamistisch           | Raketen              | Flussschiff               | 49+     |           | Konflikt in Nordmali (seit 2012) |
| 23. September 2023 | Somalia          | Beledweyne | [ 43 ] [ 44 ]         |            |                        | Autobombe            | Geschäfte, Zivilisten     | 18      | 40        | Somalischer Bürgerkrieg          |
| 29. September 2023 | Pakistan         | Mastung    | [ 45 ]                |            |                        | Selbstmordattentäter | Maulid an-Nabī-Prozession | 55 (+1) | 50-70     | Konflikt in Nordwest-Pakistan    |

## Oktober
| Datum/Beginn     | Betroffenes Land | Stadt/Ort | Artikel/Quellenangabe                          | Täter            | Politische Ausrichtung                                                                   | Mittel                                                   | Ziel                         | Tote     | Verletzte | Hintergrund                                                                    |
| ---------------- | ---------------- | --------- | ---------------------------------------------- | ---------------- | ---------------------------------------------------------------------------------------- | -------------------------------------------------------- | ---------------------------- | -------- | --------- | ------------------------------------------------------------------------------ |
| 02. Oktober 2023 | Niger            | Tabatoul  | [ 46 ] [ 47 ]                                  | Islamisten       | islamistisch                                                                             | Selbstmordattentäter mit Autobomben, Sprengsätze         | Soldaten                     | 29 (+20) | 2         | Aufstand im Maghreb seit 2002                                                  |
| 05. Oktober 2023 | Syrien           | Homs      | Drohnenangriff auf die Militärakademie in Homs |                  |                                                                                          | Drohnen                                                  | Militärzeremonie, Zivilisten | 125      | 277       | Bürgerkrieg in Syrien seit 2011                                                |
| 07. Oktober 2023 | Israel           | Reʿim     | Massaker von Reʿim                             | Hamas            | palästinensisch-nationalistisch, sunnitisch-islamistisch, antizionistisch, antisemitisch | Schusswaffen, Granaten                                   | Musikfestival                | 270+     |           | Israelisch-Palästinensischer Konflikt, Terrorangriff der Hamas auf Israel 2023 |
| 13. Oktober 2023 | Frankreich       | Arras     | [ 50 ]                                         | Mohamed M.       | islamistisch                                                                             | Machete                                                  | Lehrer, Sicherheitskraft     | 1        | 2         |                                                                                |
| 16. Oktober 2023 | Belgien          | Brüssel   | Schießerei in Brüssel 2023                     | Abdeslam L. (IS) | salafistisch, wahhabitisch                                                               | Automatische Schusswaffe                                 | Schwedische Zivilisten       | 2        | 1         | Teilnahme Schwedens an der Internationalen Allianz gegen den Islamischen Staat |
| 18. Oktober 2023 | Deutschland      | Berlin    | [ 51 ] [ 52 ]                                  |                  |                                                                                          | versuchte schwere Brandstiftung mittels Molotowcocktails | Synagoge Beth Zion           | 0        | 0         |                                                                                |

## November
| Datum/Beginn      | Betroffenes Land             | Stadt/Ort        | Artikel/Quellenangabe | Täter                                | Politische Ausrichtung     | Mittel                        | Ziel                                   | Tote  | Verletzte | Hintergrund                   |
| ----------------- | ---------------------------- | ---------------- | --------------------- | ------------------------------------ | -------------------------- | ----------------------------- | -------------------------------------- | ----- | --------- | ----------------------------- |
| 03. November 2023 | Pakistan                     | Dera Ismail Khan | [ 53 ]                |                                      |                            | Motorradbombe mit Fernzündung | Bushaltestelle, Polizeibus, Zivilisten | 5     | 20        | Konflikt in Nordwest-Pakistan |
| 06. November 2023 | Kamerun                      | Mamfe            | [ 54 ]                | Tigers of Ambazonia                  | ambazonisch-autonomistisch | Schusswaffen, Brandstiftung   | Dorf                                   | 30+   |           | Ambazonien-Konflikt           |
| 08. November 2023 | Sudan                        | al-Dschunaina    | Massaker in Ardamata  | Dschandschawid, Rapid Support Forces | arabisch-nationalistisch   |                               | Zivilisten                             | 2.000 | 3.000     | Krieg im Sudan (2023)         |
| 08. November 2023 | Afghanistan                  | Kabul            | [ 56 ]                | IS                                   | salafistisch, wahhabitisch | Sprengsatz                    | Schiitische Zivilisten in Minibus      | 7     | 20        | Krieg in Afghanistan          |
| 12. November 2023 | Demokratische Republik Kongo | Nord-Kivu        | [ 57 ]                | ADF                                  | islamistisch               | Exekution                     | Dorf, Soldat, Zivilisten               | 33    |           | ADF-Konflikt                  |

## Dezember
| Datum/Beginn      | Betroffenes Land             | Stadt/Ort             | Artikel/Quellenangabe | Täter                                            | Politische Ausrichtung     | Mittel                                           | Ziel                                         | Tote    | Verletzte | Hintergrund                                      |
| ----------------- | ---------------------------- | --------------------- | --------------------- | ------------------------------------------------ | -------------------------- | ------------------------------------------------ | -------------------------------------------- | ------- | --------- | ------------------------------------------------ |
| 02. Dezember 2023 | Frankreich                   | Paris                 | [ 58 ]                | vermutlich Islamist                              | islamistisch               | Messer, Hammer                                   | Touristen                                    | 1       | 2         |                                                  |
| 02. Dezember 2023 | Pakistan                     | nahe Chilas           | [ 59 ]                |                                                  |                            | Schusswaffen                                     | Bus                                          | 8       | 26        | Konflikt in Nordwest-Pakistan                    |
| 03. Dezember 2023 | Philippinen                  | Marawi                | [ 60 ]                | IS                                               | salafistisch, wahhabitisch | Sprengsatz                                       | Mindanao State University, katholische Messe | 4       | 50        | Moro-Konflikt                                    |
| 12. Dezember 2023 | Pakistan                     | nahe Dera Ismail Khan | [ 61 ] [ 62 ]         | Tehreek-e-Jihad Pakistan                         | islamistisch               | Selbstmordattentäter mit Autobombe, Schusswaffen | Militärstützpunkt                            | 23 (+1) | 34        | Konflikt in Nordwest-Pakistan                    |
| 22. Dezember 2023 | Burundi                      | Makamba               | [ 63 ]                | RED-Tabara                                       |                            | Schusswaffen                                     | Grenzposten, Zivilisten, Polizist            | 20      | 9         | Dritter Kongokrieg                               |
| 22. Dezember 2023 | Zentralafrikanische Republik | Lim-Pendé             | [ 64 ]                | vermutlich Retour, Réclamation et Réhabilitation |                            | Brandstiftung                                    | Kontrollpunkt, Dorf                          | 21      |           | Bürgerkrieg in der Zentralafrikanischen Republik |